# Abacoclytus ventripennis
Abacoclytus ventripennis là một loài bọ cánh cứng trong họ Cerambycidae.